# Крюковка (Анаєвське сільське поселення)
Крю́ковка (рос. Крюковка, ерз. Крюку) — селище у складі Зубово-Полянського району Мордовії, Росія. Входить до складу Анаєвського сільського поселення.
Населення — 38 осіб (2010; 66 у 2002).
Національний склад (станом на 2002 рік):
- мордва — 100 %